# 아리 (가수)
김선영(1994년 10월 23일 ~ )은 대한민국의 가수이자 배우이다. 2012년 11월부터 그룹이 해체한 2018년 7월까지 타히티의 일원으로 활동하였다.

## 출연 작품

### 영화
- 《레디액션 청춘》 (2014)
- 《말하지 못한 비밀》 (2015) - 소연 역

### 텔레비전 드라마
- 《아이돌마스터.KR - 꿈을 드림》 (2017) - 미나 역

### 뮤직비디오
- "I'm Fine" (2015, 성수진, 남영주 곡)